# Listă de companii din Galați
Aceasta este o listă de companii din Galați:
- Arabesque (companie)
- ArcelorMittal Galați
- Asil
- Atlas Galați
- Comat Galați
- Construcții Feroviare Galați
- Damen
- Galfinband
- Galgros
- Icepronav
- ICMRS
- Intfor
- Legato
- Menarom
- Navrom
- Port Bazinul Nou
- Prutul Galați
- Romportmet
- Staer
- Trefo

- Fabrica chimică "Apollo" Galați - a fost una dintre cele mai importante capacități de producție ale industriei chimice din vremea comunismului, și probabil cea mai importantă dintre cele care fabricau detergenți dar și vopsele, coloranți și lacuri - deținea marca de săpun „Cheia”.[1][2]
- Germanul cu cetățenie română Max Fischer a deținut la Galați, între 1891 și 1928, cea mai mare fabrică de „vacs, cremă de ghete și unsori industriale” din România.[3]
- Fabrica de la Galați a cehului Ludwig Josiek, fondată în 1892, a fost de fapt prima fabrică românească modernă de paste făinoase și biscuiți.[4]